# Maria Königin (Seesen)

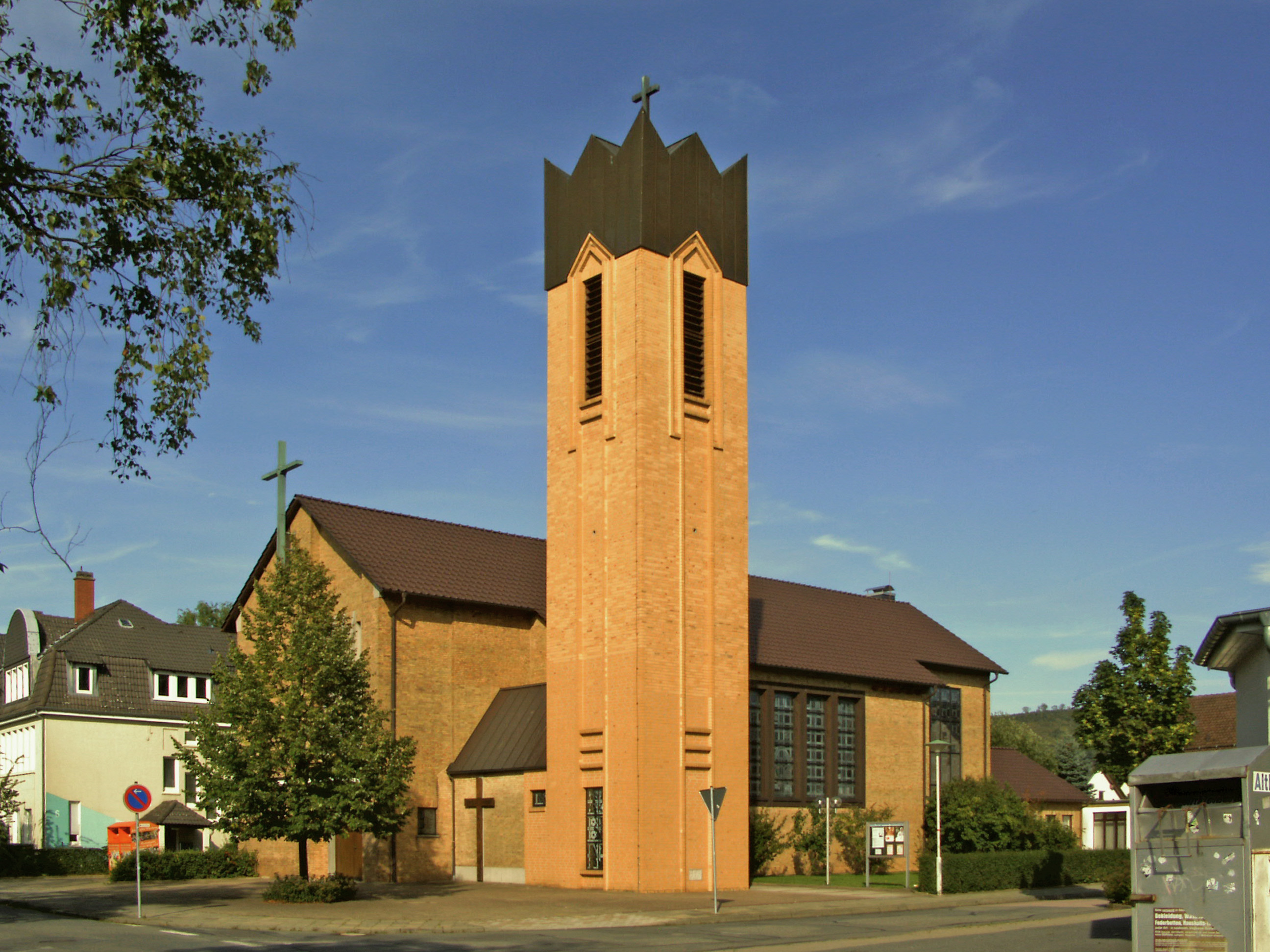
Pfarrkirche Maria Königin

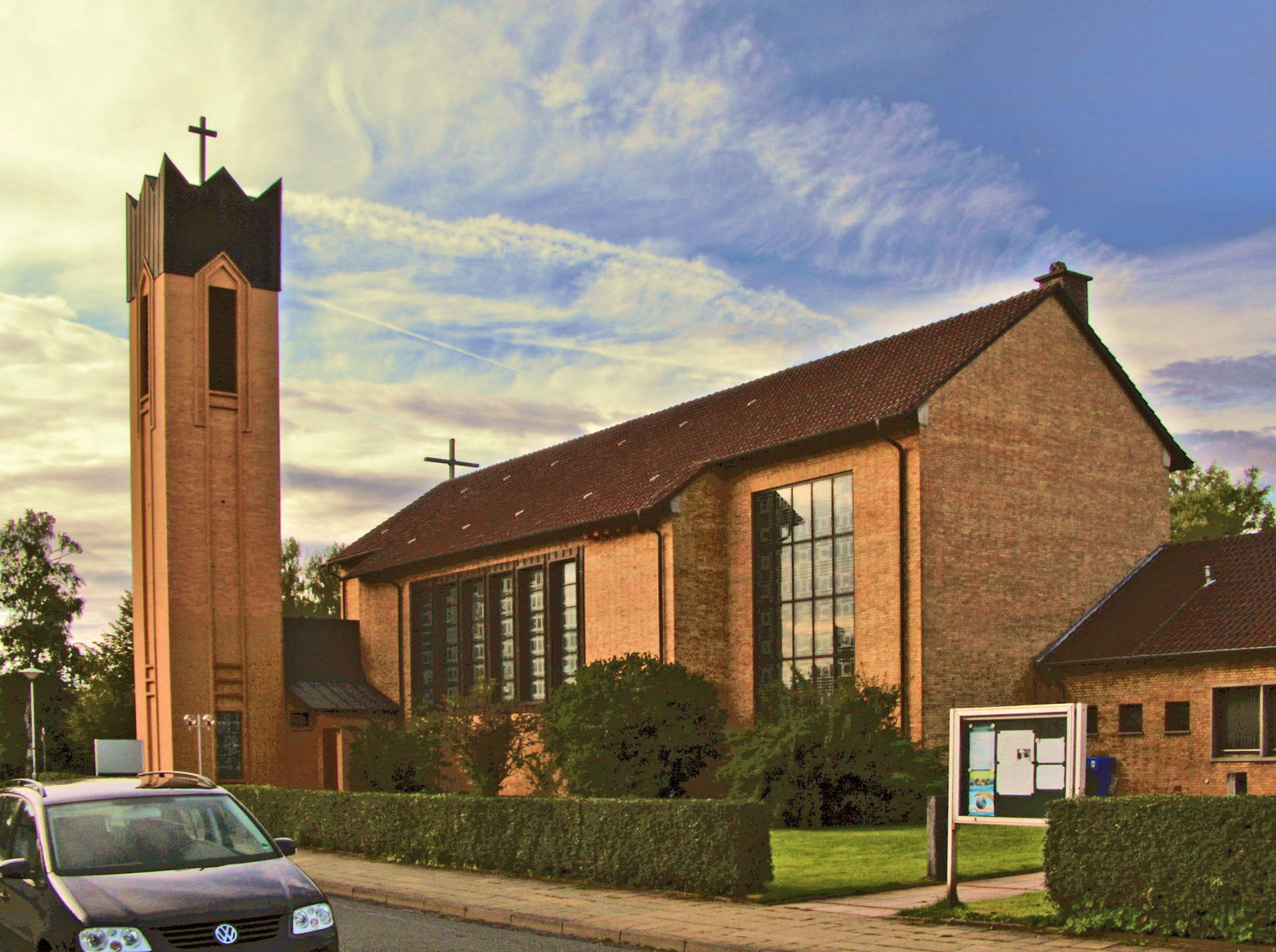
Kirche von Südosten

Die Kirche Maria Königin ist die katholische Pfarrkirche in Seesen, einer Stadt im Landkreis Goslar in Niedersachsen. Die nach dem Marientitel „Maria Königin“ benannte Pfarrkirche befindet sich in der Zimmerstraße 4, das benachbarte Pfarramt in der Kampstraße 1. Ihre gleichnamige Pfarrei gehört zum Dekanat Alfeld-Detfurth des Bistums Hildesheim.

## Geschichte
Bereits 1927 wurde in Seesen eine katholische Notkirche errichtet, zuvor nutzten die Seesener Katholiken die Kirche „St. Michael“ in Bilderlahe.
Am dritten Adventssonntag 1956 wurde die neuerbaute Kirche „Maria Königin“ durch Generalvikar Wilhelm Offenstein eingeweiht. Damals war nach dem Tod von Bischof Joseph Godehard Machens der Bischofsstuhl von Hildesheim vakant. Am 1. Juli 1957 wurde die Kirchengemeinde Seesen eingerichtet, und am 1. Oktober 1965 folgte ihre Erhebung zur Pfarrei.
Nach einer Neugestaltung des Innenraumes durch Claus Kilian, ausgelöst durch die Liturgiereform des Zweiten Vatikanischen Konzils, erfolgte am 17. Oktober 1981 die Konsekration der Kirche durch Bischof Heinrich Maria Janssen. 1997 wurde die Kirche um einen Glockenturm bereichert. Seit Mai 2005 gehört die Kirche zum Dekanat Alfeld-Detfurth, zuvor gehörte sie zum Dekanat Goslar.
2007 wurde die Filialkirche „Heilige Familie“ in Münchehof profaniert. Am 29. November 2009 wurde die Kirche „Maria Königin“ nach einer durch den Architekten Klaus Determann geleiteten Renovierung von Generalvikar Werner Schreer wieder eingeweiht. Seit dem 1. September 2010 gehören zur Pfarrgemeinde Maria Königin auch die katholischen Kirchen „St. Michael“ in Bilderlahe und „St. Clemens“ in Bockenem.

## Architektur und Ausstattung
Die in rund 217 Meter Höhe über dem Meeresspiegel gelegene Kirche wurde nach Plänen von Josef Fehlig erbaut. Ihr freistehender Turm mit quadratischem Grundriss wird oben von einem kronenartigen Aufsatz abgeschlossen und enthält vier Glocken. Die Bänke stammen aus der Herz-Jesu-Kirche in Hannover, die zu einem Kolumbarium umgebaut wurde. Der Kreuzweg stammt aus der profanierten St.-Oliver-Kirche in Rhüden. In einer Seitennische hat der Taufstein seinen Platz.

## Orgel
Die Orgel wurde von den Gebrüdern Hillebrand im Jahr 1972 erbaut und ist klanglich angelehnt an den Stil der Norddeutschen Barockorgel. Sie hat 14 Register und drei Transmissionen auf zwei Manualen und Pedal. Das Instrument wurde 2015 durch die Erbauerwerkstatt überholt und mit schwellbaren Brustwerkstüren versehen.

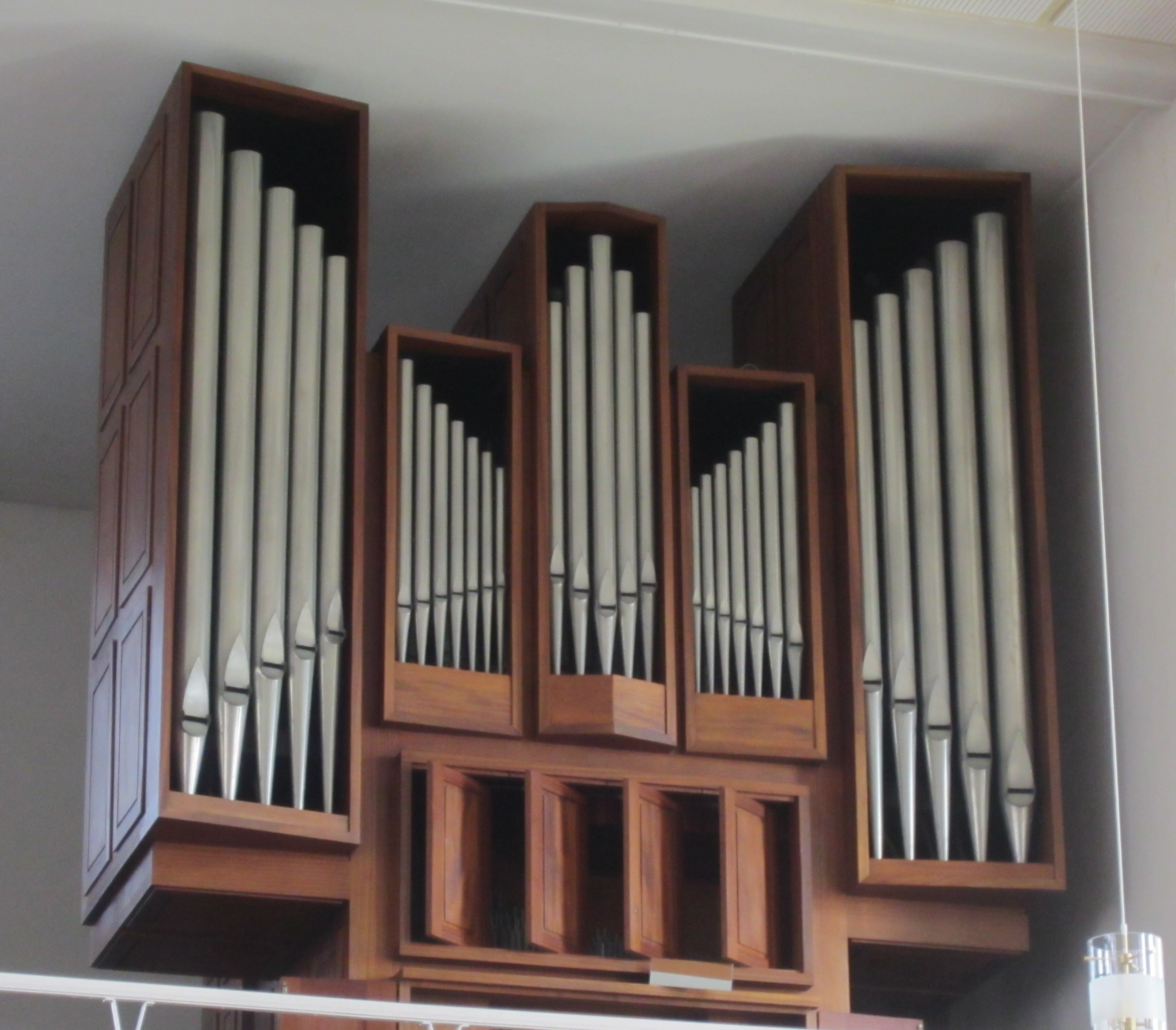
Hillebrand-Orgel von 1972

| I Hauptwerk C–g3 |             |     |
| 1.               | Prinzipal   | 8′  |
| 2.               | Rohrflöte   | 8′  |
| 3.               | Oktave      | 4′  |
| 4.               | Ged. Flöte  | 4′  |
| 5.               | Oktave      | 2′  |
| 6.               | Mixtur IV–V |     |
| 7.               | Dulzian     | 16′ |

| II Brustwerk C–g3 |             |       |
| 8.                | Holzged.    | 8′    |
| 9.                | Blockflöte  | 4′    |
| 10.               | Waldflöte   | 2′    |
| 11.               | Quinte      | 1 ⁄3′ |
| 12.               | Scharff III |       |
|                   | Tremulant   |       |

| Pedal C–f1 |                    |     |
| 13.        | Subbass            | 16′ |
| 14.        | Oktave             | 8′  |
|            | Oktave (= HW)      | 4′  |
|            | Mixtur IV–V (= HW) |     |
|            | Dulzian (= HW)     | 16′ |

- Koppeln: II/I,  I/P, II/P

## Glocken
Der Glockenturm, welcher 1997 errichtet wurde, beherbergt ein vierstimmiges Glockengeläut der Karlsruher Glockengießerei. Es erklingt als Salve-Regina-Läutemotiv. Das Geläut hängt an geraden Holzjochen in einem Holzglockenstuhl.
| Glocke | Name            | Gewicht | Durchmesser | Schlagton |
| ------ | --------------- | ------- | ----------- | --------- |
| 1      | Maria Königin   | 915 kg  | 1118 mm     | f′-6      |
| 2      | Adolph Kolping  | 486 kg  | 893 mm      | a′-4      |
| 3      | Heiliger Joseph | 320 kg  | 785 mm      | c″-7      |
| 4      | Heilige Hedwig  | 230 kg  | 691 mm      | d″-7      |